# 붕가 붕가 (비디오 게임)
《붕가 붕가》(일본어: 浣腸ゲーム)는 대한민국 회사 타프시스템사가 개발한 아케이드 게임이다. 똥침을 흉내낸 최초의 아케이드 게임으로 알려져 있다.
붕가 붕가는 일본 시장을 위하여 개발한 것으로 보고되었으며 2000 도쿄 게임 쇼에서 수상을 받기도 하였다.

## 개요
이 오락의 목표는 사람의 뒤를 보고 똥침을 가하거나 엉덩이를 때려서 점수를 얻는 것이다. 똥침을 할 수 있도록 플라스틱 손가락이 오락 기기에 달려 있다.
이 게임에는 8명의 캐릭터가 있다:
- 전 여자친구
- 전 남자친구
- 야쿠자
- 시어머니
- 금갱 파는 사람
- 매춘부
- 어린이 성추행범
- 사기꾼

게임을 하는 동안 선택된 캐릭터의 얼굴 표정이 화면에 나타난다.

## 같이 보기
- 똥침